# Theatre of Tragedy
Theatre of Tragedy foi uma banda norueguesa de metal gótico formada na cidade de Stavanger, em 1992. A banda utilizava-se de vocais masculinos guturais e vocais femininos líricos. Pouco tempo depois, a banda mudou drasticamente de estilo, adotando o metal industrial como padrão.
Seus três primeiros albums, o auto-intitulado, Velvet Darkness They Fear e Aégis definiram uma característica de vocais conhecida como a "bela e a fera" protagonizados por Liv Kristine e Raymond Rohonyi. Enquanto Kristine usava vocais sopranos e líricos, Raymond usava vocais guturais que entrava em contraste com os vocais enevoados e líricos de Kristine.

## História
Theatre of Tragedy foi fundado em 1992 por Raymond István Rohonyi e Pål Bjåstad. Em 1993 o baterista Hein Frode Hansen deixou a sua banda Phobia e começou a procurar outro projecto musical. Um amigo seu disse-lhe que uma banda chamada Suffering Grief estava à procura de um baterista e Hansen juntou-se à banda.
Suffering Grief era composto por Raymond István Rohonyi, Pål Bjåstad e por Tommy Lindal. Nenhum baixista se havia juntado à banda, mas Eirik T. Saltrø tinha concordado em tocar com eles em concertos. Depois de encontrarem um local de ensaio, a banda decidiu trabalhar com alguns arranjos de piano, compostos por Lorentz Aspen. Na altura os vocais eram quase todos guturais.

Quando a banda compôs a sua primeira canção "Lament of the Perishing Roses", mudou o nome para La Reine Noir e depois para Theatre of Tragedy. A cantora Liv Kristine Espenæs foi convidada para fazer os vocais femininos e logo se tornou membro da banda. 

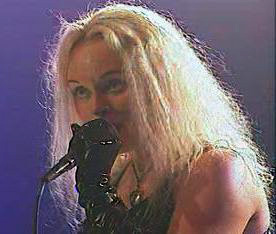
Liv Kristine foi a vocalista lírica do Theatre of Tragedy de 1993 a 2003.

Em 1994 a primeira demo foi gravada e em 1995 o primeiro álbum, Theatre of Tragedy, foi lançado. Em 1996 seguiu-se Velvet Darkness They Fear e A Rose for the Dead, que contém material não lançado. Em 2021, Velvet Darkness They Fear foi eleito pela Metal Hammer como o 14º melhor álbum de metal sinfônico de todos os tempos.
Em 1998, o lançamento do álbum Aégis. O crescimento da banda faz com que busquem maior visibilidade, então deixam a Massacre Records para assinar com a East West para distribuição de seus discos na Alemanha, e com a Nuclear Blast para o resto do mundo.
Em 2003 Liv Kristine Espenæs e o seu marido Alexander Krull formaram uma banda (Leaves' Eyes) juntamente com músicos da banda Atrocity.
Em agosto deste ano, Theatre of Tragedy torna-se uma banda de metal industrial. A banda declara, no seu website, que Liv Kristine Espenæs foi removida da constituição da banda devido a diferenças musicais que não podiam ser ultrapassadas. Liv Kristine diz, por seu lado, que foi despedida via e-mail, sem ter sido informada pessoalmente pelos restantes membros da banda.
Em 2004 a cantora Nell Sigland junta-se à banda. A banda lança o álbum Storm em março de 2006, seguindo-se uma turné europeia. Neste álbum, a banda aproxima-se mais do género dos seus primeiros álbuns.
Em 2009 é lançado o álbum Forever Is the World, com uma forte influência dos primeiros álbuns, contendo alguns vocais guturais do vocalista Raymond e tendo algumas músicas com o mesmo estilo dos álbuns Storm, Musique e Aégis.
Em fevereiro de 2010 foi anunciado o fim da banda para 2 de Outubro de 2010, seu aniversário de 18 anos.
"Após quase 17 anos de existência Theatre of Tragedy decidiu encerrar as atividades.
Esta não foi uma decisão fácil de ser tomada e temos pensado sobre isso por um longo tempo. Nós finalmente concordamos com ela durante a produção do nosso mais recente álbum Forever is the World.
Em setembro de 2010 a banda pede ajuda monetária para levantar fundos para o seu novo DVD Last Curtain Call.

## Membros
- Raymond István Rohonyi - Vocal & Programação
- Nell Sigland - Vocal
- Frank Claussen - Guitarra
- Vegard K. Thorsen - Guitarra
- Lorentz Aspen - Teclado
- Hein Frode Hansen - Bateria

### Antigos membros
- Liv Kristine Espenæs- Vocal
- Tommy Lindal - Guitarra
- Tommy Olsson - Guitarra
- Pål Bjåstad - Guitarra
- Geir Flikkeid - Guitarra
- Erik T. Saltrø - Baixo

## Discografia

### Demo
- Theatre of Tragedy (1994)

### Álbuns
- Theatre of Tragedy (1995)
- Velvet Darkness They Fear (1996)
- Aégis (1998)
- Musique (2000)
- Assembly (2002)
- Storm (2006)
- Forever Is the World (2009)

### EPs / Singles
- Der Tanz Der Schatten (1996)
- A Rose for the Dead (1997)
- Image (2000)
- Inperspective (2000)
- Machine (2001)
- Storm (2006)
- Addenda (2010)

### Ao Vivo
- Closure: Live (2001)
- Last Curtain Call (2011)